# Montipora biformis
Espèce
Montipora biformis est une espèce de coraux appartenant à la famille des Acroporidae.